# Neoalsomitra
Neoalsomitra là một chi thực vật có hoa trong họ Cucurbitaceae. Chi này được John Hutchinson thiết lập năm 1942.

## Mô tả
Cây leo bám, một năm hoặc lâu năm, có hoặc không có rễ dạng củ. Lá đơn hoặc lá kép, hình gần tròn ở viền ngoài, các lá chét bên đôi khi nhỏ hơn và các bên không đều, mép lá gần như nguyên. Tua cuốn chia 2 nhánh ở đỉnh. Hoa đơn tính khác gốc hay đơn tính cùng gốc, nhỏ, màu ánh vàng kem nhạt hoặc ánh xanh lục. Cụm hoa bên (và đầu cành), ở hoa đực chủ yếu là nhiều hoa, xếp thành chùy hoa với các nhánh cuối thanh mảnh, giống như chùm hoa, cuống hoa bền; ở hoa cái là chùy hoa hoặc giống như chùm hoa, ít hoa hơn.
Hoa đực: hình bánh xe hay hình bát tỏa rộng; đế hoa phẳng hoặc nông; đĩa không có hoặc như ở N. schultzei là không rõ nét; lá đài 5, rời; cánh hoa 5, xếp lợp ở nụ, hợp sinh rất ngắn ở đáy; nhị 5, mọc ở trung tâm, cong ra ngoài ít hay nhiều, chỉ nhị rời hoặc dính một phần hoặc toàn bộ, bao phấn nhỏ, 1 túi phấn, hướng ra ngoài, thường có đốm nhỏ sẫm màu ở mặt gần trục.
Hoa cái: bầu nhụy hình trụ-hình chùy, 3 ngăn không hoàn hảo, 5(–10) noãn trên mỗi thực giá noãn, rủ xuống, vòi nhụy 3, ngắn, đầu nhụy hình lưỡi liềm sâu; nhị lép chỉ có ở N. plena.
Quả: Quả nang, hình trụ-hình chùy kích thước trung bình, đỉnh cắt cụt, 3 mảnh vỏ, sẹo bao hoa cách lỗ 0,5–2(–2,5) mm. Các hạt xen kẽ theo từng hàng (các cánh xếp lợp), phẳng, các mặt có nốt sần (mịn) hoặc nhẵn bóng, mép hẹp hoặc rộng, kép (không hoặc hầu như không như vậy ở N. balansae, N. sarcophylla), gần nguyên hoặc có răng cưa mịn hay thô, với cánh dạng màng trong mờ, lệch ít hay nhiều ở đỉnh.

## Các loài
Chi Neoalsomitra gồm 12 loài:
- Neoalsomitra angustipetala (Craib) Hutch., 1942: Thái Lan.
- Neoalsomitra balansae (Gagnep.) Hutch., 1942: Việt Nam (Bắc Bộ).
- Neoalsomitra capricornica (F.Muell.) Hutch., 1942: Australia (bắc và đông Queensland).
- Neoalsomitra clavigera (Wall.) Hutch., 1942: Lâm mạo lá nguyên, song mạo. Nhiệt đới, cận nhiệt đới Nam Á (Ấn Độ, Đông Nam Á, Trung Quốc, Australia, New Guinea, các đảo tây nam Thái Bình Dương.
- Neoalsomitra hederifolia (Decne.) W.J.de Wilde & Duyfjes, 2003: Indonesia (Java, Sunda Nhỏ).
- Neoalsomitra pilosa W.J.de Wilde & Duyfjes, 2003: Đông nam Papua New Guinea.
- Neoalsomitra plena (Craib) Hutch., 1942: Thái Lan.
- Neoalsomitra sarcophylla (Wall.) Hutch., 1942: Lâm mạo, lâm mạo lá mập. Từ Bangladesh tới Đông Dương, Trung và Nam Malesia.
- Neoalsomitra schefferiana (Cogn.) Hutch., 1942: Indonesia (tây nam Sulawesi, Maluku (Seram) tới Tây New Guinea).
- Neoalsomitra schultzei (Cogn.) Hutch., 1942: Papua New Guinea.
- Neoalsomitra simplex (Craib) Hutch., 1942: Thái Lan.
- Neoalsomitra trifoliolata (F.Muell.) Hutch., 1942: Australia (đông bắc Queensland). W. J. J. O. de Wilde và B. E. E. Duyfjes (2003) không công nhận loài này mà coi nó là đồng nghĩa của Neoalsomitra clavigera.[3]